# 西曼蘭公爵埃里克王子
西曼兰公爵埃里克王子殿下（瑞典語：Prins Erik, hertig av Västmanland，1889年4月20日—1918年9月20日)，全名埃里克·古斯塔夫·路德维希·阿尔伯特（瑞典語：Erik Gustaf Ludvig Albert）,瑞典王子，是瑞典国王古斯塔夫五世的幼子。

## 生平

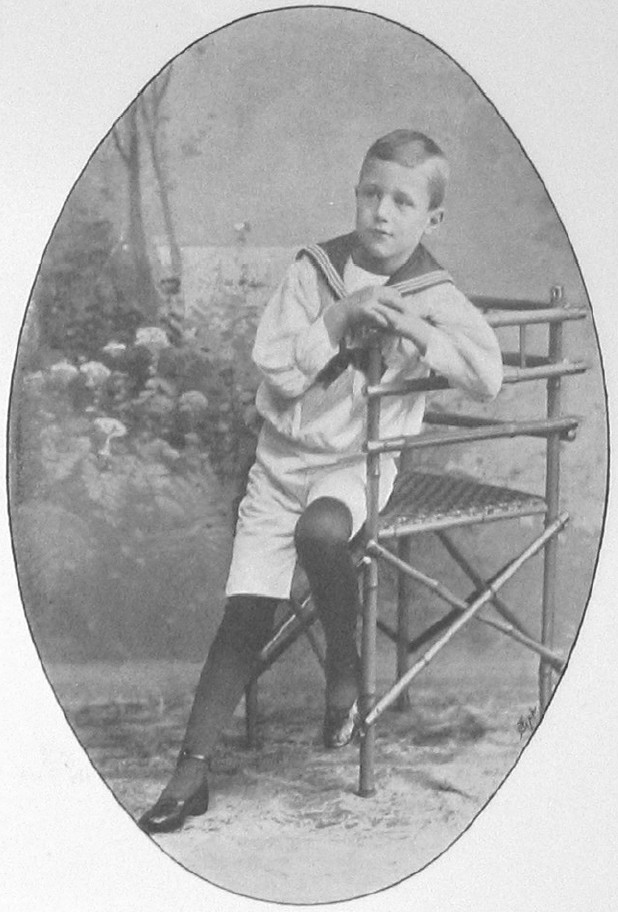
童年时期的埃里克王子

埃里克王子1889年4月20日生于瑞典的斯德哥尔摩王宫，有两个哥哥(古斯塔夫·阿道夫王储和威廉王子)。因患有癫痫，存在学习障碍，他一生很少出现在公众的视野，这一境遇和英国乔治五世的幼子约翰王子的遭遇很相似。他被描述为“相貌英俊，身体康健”，爱好体育运动。1907-1909年王室在斯德哥尔摩以北的Djursholm建了一个住所供他居住，和公众隔离。
1917年，埃里克王子不满自己被隔离的状况，希望能在离斯德哥尔摩近的地方居住。翌年，因感染上西班牙型流行性感冒在卓宁霍姆宫去世。他的死令其父古斯塔夫五世在之后许多年沉浸在悲伤之中。据说他的两位兄长也为他的英年早逝表示惋惜。
从20世纪60年代开始，埃里克王子在Djursholm的居所成为私宅，如今成为南非驻瑞典大使的住所。